# Saint-Sulpice (Mayenne)
Saint-Sulpice foi uma comuna francesa na região administrativa da Pays de la Loire, no departamento de Mayenne. Estendia-se por uma área de 8,17 km². Em 2010 a comuna tinha 229 habitantes (densidade: 28 hab./km²).
Em 1 de janeiro de 2019, passou a formar parte da nova comuna de La Roche-Neuville.